# كريستوف ديدييه
كريستوف ديدييه (بالفرنسية: Christophe Didier)‏ هو دراج لوكسمبورغي، ولد في 4 فبراير 1915 في بور في لوكسمبورغ، وتوفي في 24 يوليو 1978 في ستراسبورغ في فرنسا.

## وصلات خارجية
- كريستوف ديدييه على موقع أرشيف الدراجات (الإنجليزية)
- كريستوف ديدييه على موقع إحصائيات الدراجات الإحترافية (الإنجليزية)
- كريستوف ديدييه على موقع CycleBase (الإنجليزية)